# Końskie
Końskie – miasto w województwie świętokrzyskim, siedziba powiatu koneckiego i gminy miejsko-wiejskiej Końskie. Należy do ziemi sandomierskiej historycznej Małopolski. Położone jest na północnym skraju Wyżyny Kielecko-Sandomierskiej, wśród Lasów Koneckich. Powiatowy ośrodek przemysłowy (przemysł metalurgiczny, wytwórnie płytek ceramicznych) i handlowy. W latach 1975–1998 miasto administracyjnie należało do woj. kieleckiego.
Na terenie miasta i gminy Końskie znajduje się podstrefa Specjalnej Strefy Ekonomicznej Starachowice, obejmująca obszar 64,2 ha i zagospodarowana w 100%.
Według danych z 31 grudnia 2023 roku miasto liczyło 17 514 mieszkańców.

## Historia

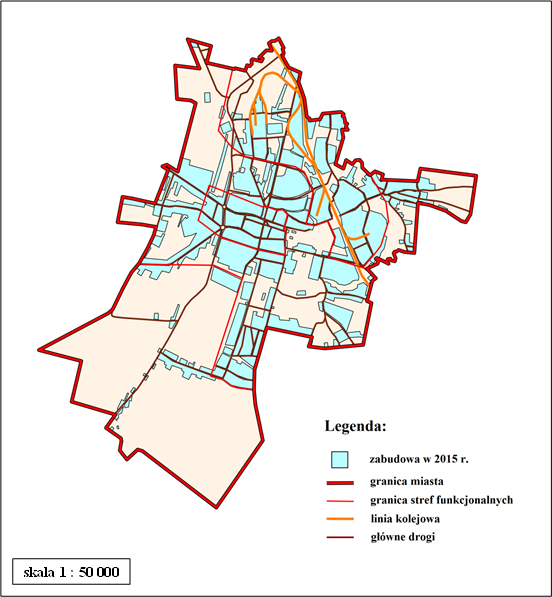
Mapa zabudowy miasta Końskie w roku 2015

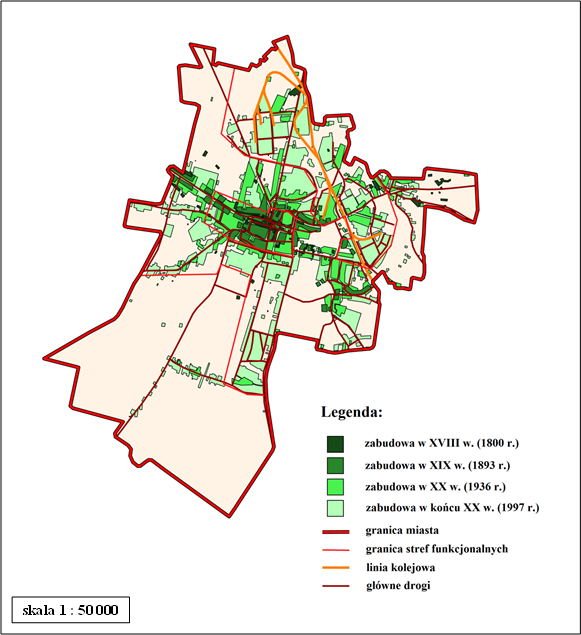
Rozwój zabudowy miasta Końskie na przestrzeni wieków (mapa wielofazowa)

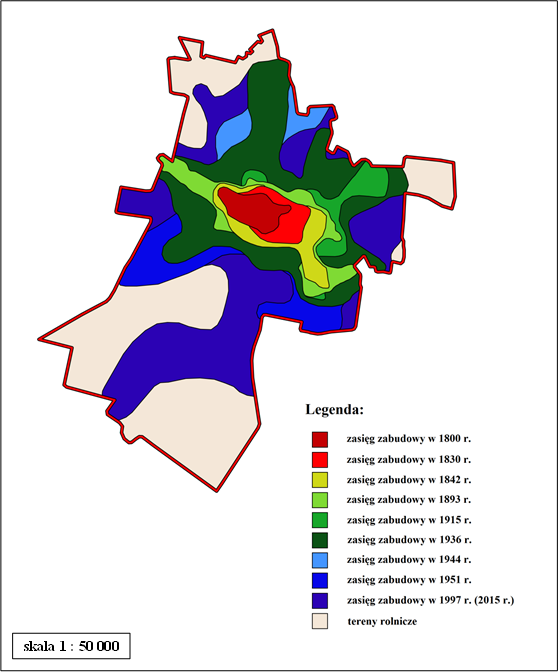
Rozwój obszarów zabudowanych miasta Końskie od 1800 r. – kierunki rozwoju (mapa wielofazowa)

Najstarsze ślady osadnictwa na terenie miasta pochodzą z XI wieku (cmentarzysko z tego okresu zostało odkryte w północnej części miasta w 1925 roku). Pierwsza historyczna wzmianka o miejscowości, jako własności Szawła syna Prandoty Starego (protoplasty rodu Odrowążów), pochodzi z 1145 roku. Wieś pozostawała w rękach Odrowążów przez kilka kolejnych stuleci. W latach 1220–1224 Iwo Odrowąż, biskup krakowski, wybudował we wsi kościół pod wezwaniem św. Mikołaja, ustanawiając w Końskich parafię. Kościół ten został rozebrany w XV wieku i na jego miejscu w latach 1492–1520 wybudowano nowy, gotycki kościół parafialny, wykorzystując elementy architektoniczne poprzedniego kościoła (m.in. romański tympanon). Prywatna wieś szlachecka, położona była w drugiej połowie XVI wieku w powiecie opoczyńskim województwa sandomierskiego.
Miejscowość była ważnym ośrodkiem przemysłowym Zagłębia Staropolskiego, rozwijała się obróbka żelaza oraz produkcja broni. W połowie XVII wieku wieś Końskie wraz z okolicą przeszła w posiadanie rodziny Małachowskich. Ród ten pochodził z Małachowic koło Łęczycy i należał do najznakomitszych rodów magnackich. Najwybitniejszą postacią spośród Małachowskich był bez wątpienia Jan – kanclerz wielki koronny, który w sposób szczególny zasłużył się dla miejscowości. W 1729 roku nadał przywileje mieszkańcom Końskich, a 30 grudnia 1748 roku, dzięki jego staraniom, król August III Sas nadał Końskim przywilej lokacyjny po czym nastąpiła oficjalna lokacja miasta na prawie magdeburskim. Wraz z uzyskaniem praw miejskich Końskie otrzymały herb przedstawiający splecione inicjały kanclerza K.J.M. na czerwonym tle i, pod nazwą Końskie Wielkie, stały się centrum zarządzania rozległymi posiadłościami kanclerza. Akt lokacji miasta spowodował napływ nowych osadników i rozwój rzemiosła, zaczęła pojawiać się miejska zabudowa wokół rynku, a Jan Małachowski przystąpił do budowy zespołu parkowo-pałacowego. W roku 1787 w mieście gościł powracając z Ukrainy król Stanisław August Poniatowski oraz towarzyszący mu w charakterze kronikarza ksiądz Adam Tadeusz Naruszewicz. W mieście w XVIII wieku funkcjonowała również Fabryka Broni w Końskich, która rocznie dostarczała armii polskiej 517 sztuk karabinów wraz z bagnetami. Od końca XIX wieku w Końskich działało kilka odlewni żeliwa, m.in. odlewnia S. Kronenbluma.
W 1815 roku, po likwidacji Księstwa Warszawskiego, Końskie znalazło się pod zaborem rosyjskim. Dla stacjonujących w mieście wojsk rosyjskich, 25. Smoleńskiego i 27. Witebskiego Pułków Piechoty, wzniesiono cerkiew wojskową. Wyświęcenie cerkwi Ikony Matki Bożej Znamienie odbyło się 17 października 1903 roku. Budynek rozebrano w okresie międzywojennym.
Wybudowanie linii kolejowej w 1885 r. spowodowało ożywienie gospodarcze. Kontynuowano i rozwijano tradycje odlewnicze, powstało wiele zakładów i fabryk. Rozwijał się też przemysł kamieniarski, ceramiczny i chemiczny. I wojna światowa (1914–1918) i powojenny kryzys gospodarczy spowodował znaczny spadek liczby mieszkańców miasta. Pomimo tego nastąpiło ożywienie życia społecznego i kulturalnego oraz rozwój oświaty.

### II RP
14 stycznia 1919 r. policja w Końskich zastrzeliła czterech i zraniła dwunastu chłopów, którzy nie chcieli uiścić tzw. opłaty rogatkowej. W okresie międzywojennym w mieście istniały silne wpływy komunistyczne. W 1919 r. robotnicy koneckich odlewni żeliwa utworzyli Radę Delegatów Robotniczych. W 1920 roku wybuchł strajk w odlewniach „Słowianin” i „Kronenblum”. W 1923 roku strajkujący w „Słowianinie” wymogli podwyżkę płac o 50 procent. Ponowne strajki wybuchły w 1927 roku i objęły ponad 1000 pracowników. 1 maja 1931 roku demonstranci zgromadzili się pod gmachem starostwa. Doszło do walk z policją, która otworzyła ogień do demonstrujących. Zginęło kilkanaście osób. Starosta powiatowy wydał zakaz działania zdominowanego przez komunistów Klasowego Związku Metalowców. Mimo tego w 1936 r. kandydaci wspierani przez ten związek, w liczbie czterech, zostali wybrani do władz samorządowych.

### II wojna światowa
Katastrofalna dla miasta okazała się II wojna światowa. Już w pierwszych jej dniach miały tu miejsce bombardowania przynoszące śmierć wielu konecczanom.
7 września 1939 36 Dywizja Piechoty Rezerwowej stoczyła pod Kazanowem bitwę z 1 Dywizją Lekką Wehrmachtu. Polskie zgrupowanie pomimo korzystnego rezultatu bitwy w obawie przed okrążeniem musiało wycofać się. Wieczorem dywizja opuściła Końskie i ruszyła leśnymi drogami w stronę Skarżyska. 8 września 1939 przed świtem czołgi 1 Dywizji Lekkiej po zajęciu Końskich ruszyły przez Gowarczów na Radom. Tego samego dnia do miasta weszła niemiecka piechota, a wieczorem sztab 10 Armii. Wizytę w tych dniach złożył tu Adolf Hitler.
12 września 1939 roku na rynku miasta zastrzelono 22 Żydów. Początkowo zostali oni zmuszeni do kopania grobów na skwerze obok kościoła dla żołnierzy niemieckich poległych w bitwie pod Kazanowem. Po skończonej pracy Niemcy rozpoczęli bezładną strzelaninę, w wyniku której padli ranni i zabici. Dokonano tego w odwecie za rzekomą napaść i profanację ciał żołnierzy niemieckich, którzy w rzeczywistości dostali się w zasadzkę zorganizowaną przez żołnierzy polskich pod Kraszkowem. Świadkiem masakry była niemiecka reżyser Leni Riefenstahl, która wraz z ekipą realizowała na polecenie Hitlera film propagandowy o kampanii wojsk niemieckich w Polsce.
Rejon miasta i jego okolic stał się ośrodkiem ożywionego ruchu partyzanckiego. Działał tu pierwszy oddział legendarnego majora Henryka Dobrzańskiego „Hubala”. W nocy z 31 sierpnia na 1 września 1943 roku Zgrupowanie nr 2 ppor. cc. Waldemara Szwieca „Robota” ze Zgrupowań Partyzanckich AK „Ponurego” opanował miasto na kilka godzin bez strat własnych, likwidując agentów Gestapo w mieście i zdobywając zaopatrzenie i amunicję. Za wkład wniesiony w obronę przed okupantem miasto Końskie zostało odznaczone Orderem Krzyża Grunwaldu III Klasy. Miasto zostało przejęte przez jednostki Armii Czerwonej dnia 16 stycznia 1945.

### Żydzi w Końskich
W połowie XVII wieku powstała tu gmina żydowska. W 1796 w Końskich mieszkało już 2534 Żydów (62% ludności), w 1936 – 5632 (49.5%), a w 1939 około 6500 Żydów.
W połowie 1942 na obszarze obejmującym obecne ul. Kazanowską, Strażacką, Hubala oraz Piłsudskiego (wówczas: Kazanowska, Joselewicza, Kopce, 3 Maja) Niemcy utworzyli getto zamykając w nim 9000 osób. W listopadzie 1942 prawie wszystkich Żydów wywieziono do obozu zagłady w Treblince. Kirkut znajdował się przy ulicy Wjazdowej, obecnie nie ma po nim śladu. Tablice nagrobne zostały użyte przez okupantów jako materiał budowlany, m.in. na terenie gospodarstwa rolnego – jeszcze dziś resztki napisów widoczne są na elementach murów budynków, zachowanych między innymi na terenie zajezdni PKS (budynek został w 2018 r. rozebrany) oraz sąsiedniej posesji. Z części tablic wykonano m.in. krawężniki jezdni ul. Krakowskiej i Kazanowskiej (w większości usunięte podczas prac remontowych).

## Zabytki

### Zespół parkowo-pałacowy

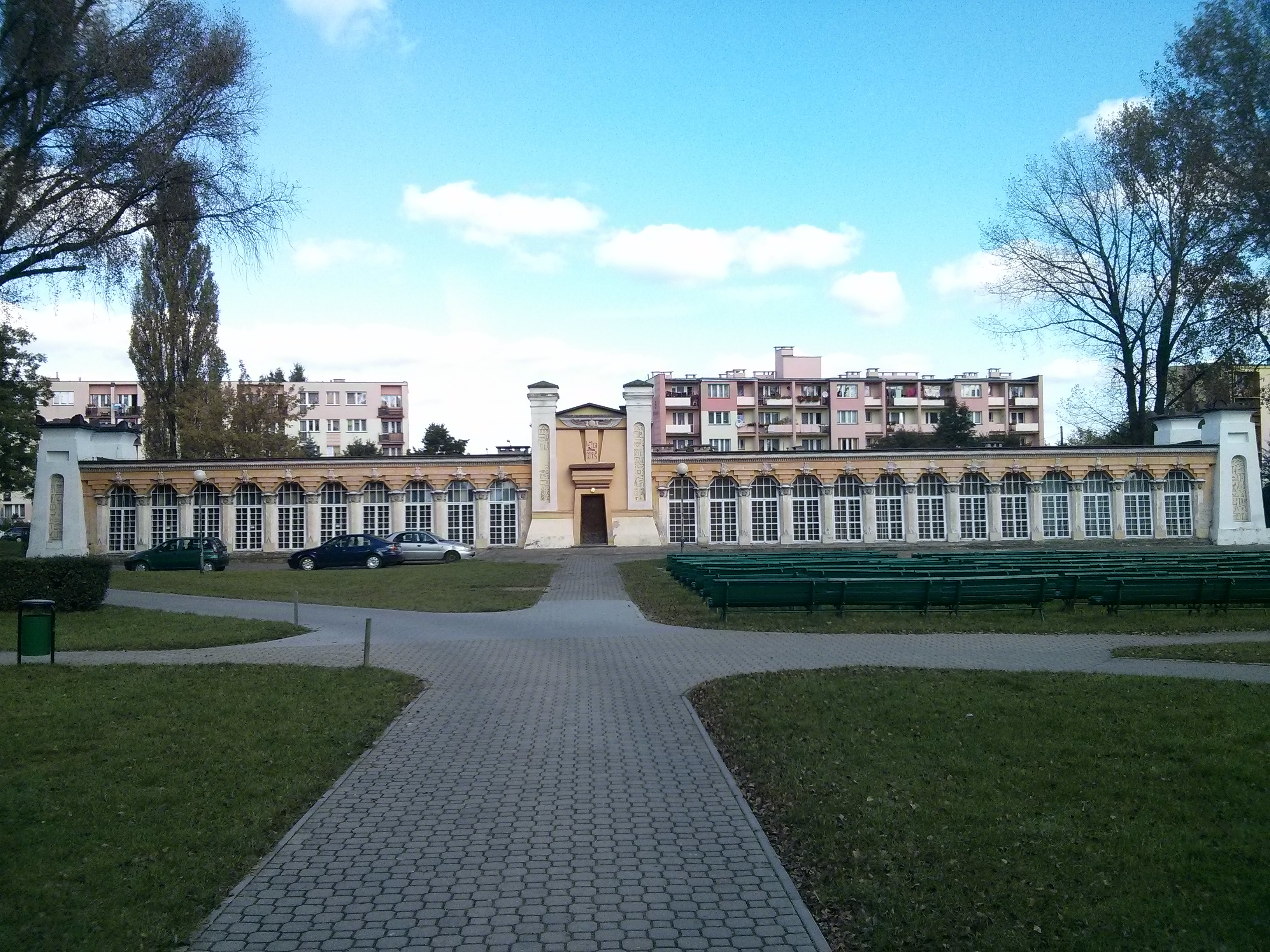
Oranżeria Egipska

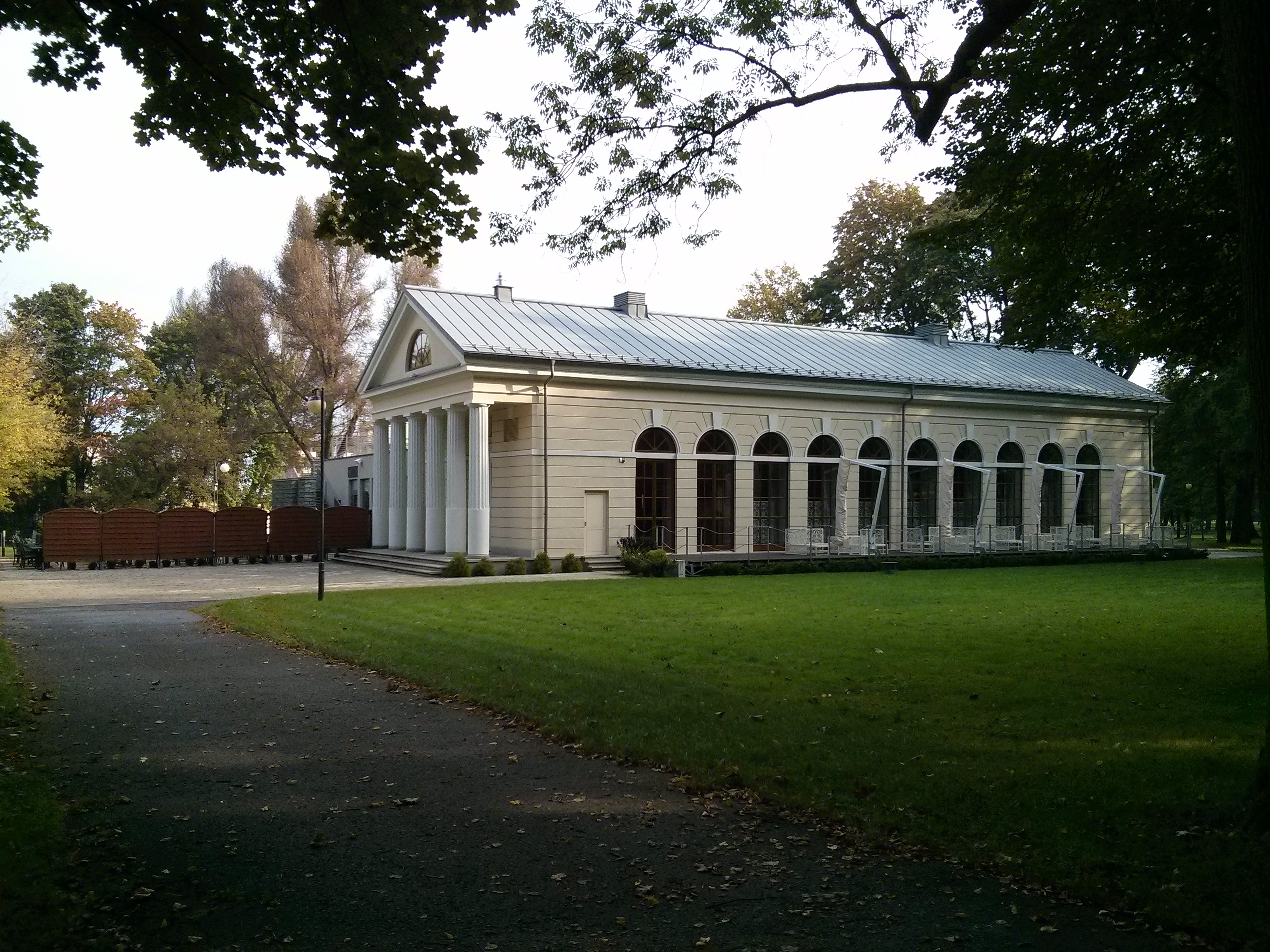
Świątynia Grecka

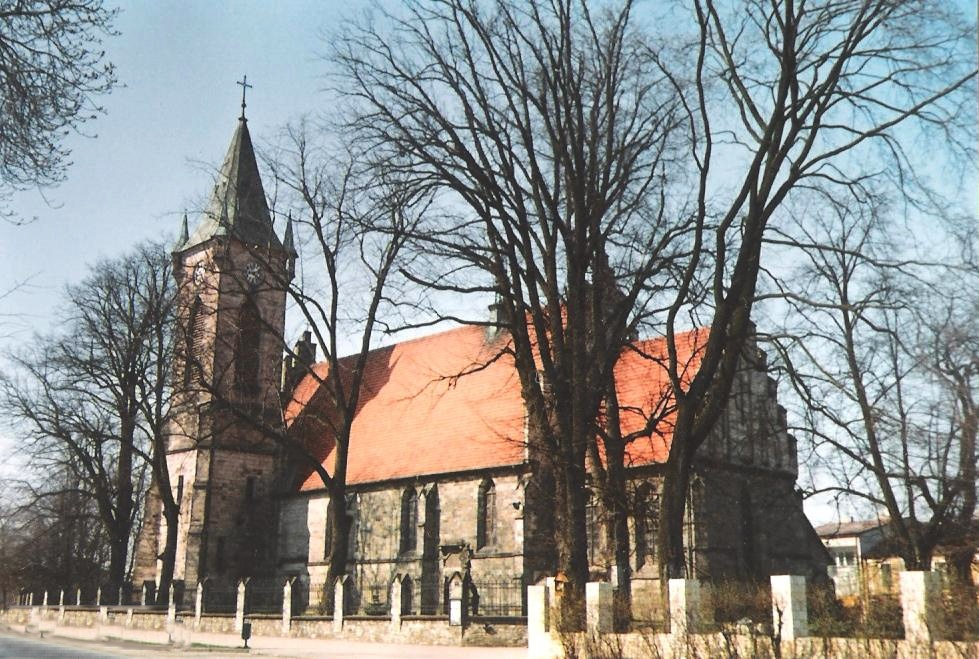
Kolegiata pod wezwaniem św. Mikołaja

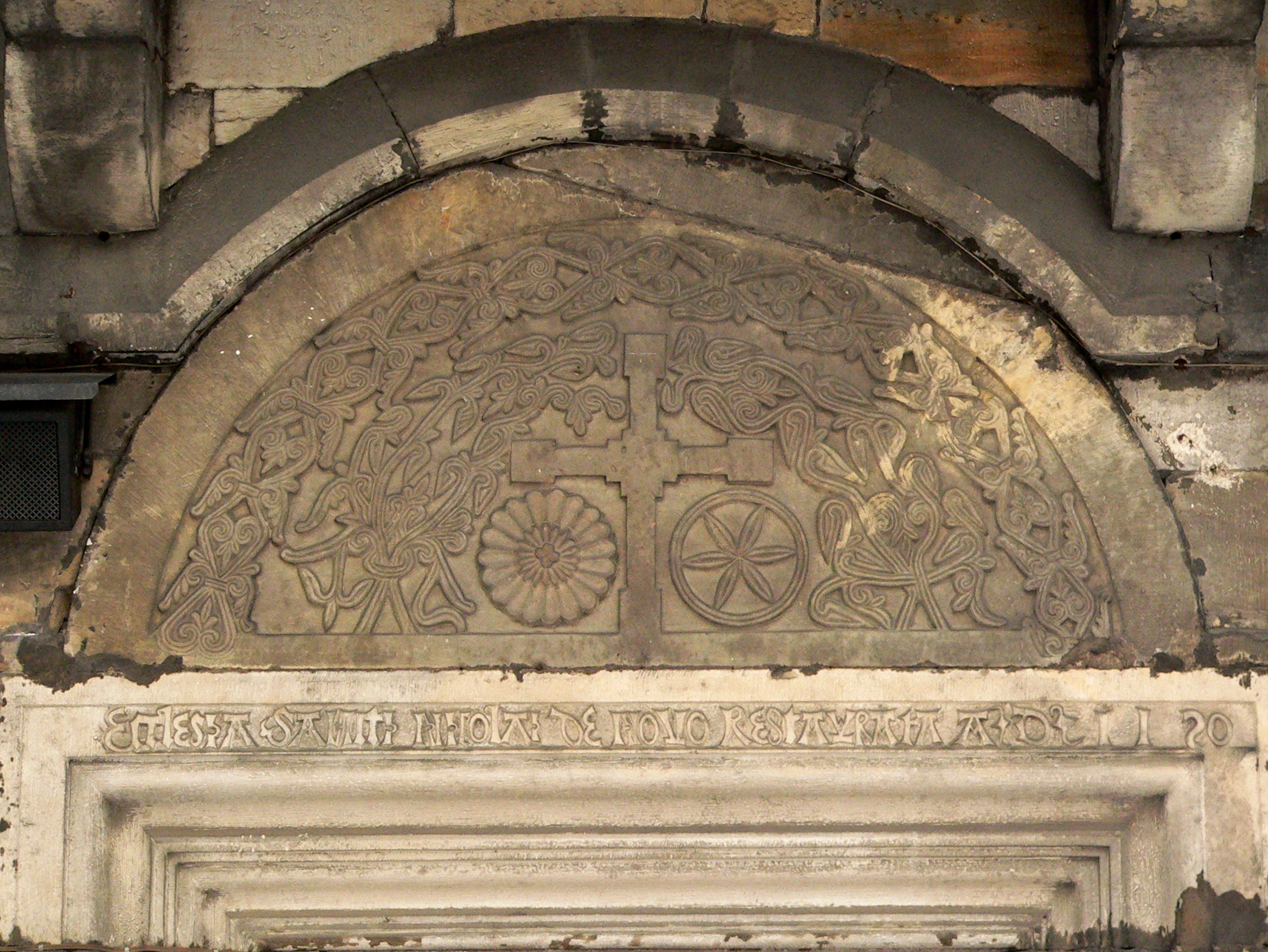
Romański tympanon nad południowym wejściem kolegiaty

Klasycystyczny zespół parkowo-pałacowy wzniesiony został przez Jana Małachowskiego w latach 40. XVIII w., na wzór zespołu w Pillnitz. W XIX w. zespół pałacowy był kilkukrotnie przebudowywany, w tym czasie uważany był za jeden z najpiękniejszych parków w Polsce. Zdewastowany w czasie okupacji niemieckiej, kiedy to skrzydło pałacowe zostało przeznaczone na biura Kreishauptmana i podlegającego mu urzędu. W okresie powojennym, na skutek nieprzemyślanych decyzji ówczesnych decydentów (budowa szkoły podstawowej i przedszkola na terenie parku oraz ulicy Partyzantów wraz z przylegającym osiedlem od północnej strony) teren parku został zmniejszony, a jego układ zaburzony. Obecnie powierzchnia parku wynosi około 15 ha. W skład zespołu wchodzą:
- pawilony i skrzydła pałacowe – obecnie siedziba Urzędu Miasta i Gminy oraz niektórych wydziałów Starostwa Powiatowego
- Oranżeria Egipska
- Świątynia Grecka
- Glorieta
- Altana
- pozostałości muru z basztami i neogotyckim Domkiem Wnuczętów
- neogotycka kapliczka, zniszczona podczas burzy w 2002 r., odbudowana w 2006 r.
- liczne pomniki przyrody, stare lipy, dęby, brzozy, kasztany i klony

Zespół został wpisany do rejestru zabytków nieruchomych (nr rej.: A.487/1-14 z 20.12.1957 i z 9.04.1972).

### Pozostałe zabytki
- późnogotycka kolegiata św. Mikołaja w Końskich pod wezwaniem św. Mikołaja i Wojciecha (wybudowana w latach 1492–1520), tympanon z pierwszej połowy XIII wieku (nr rej.: A.485 z22.09.1947, z 21.03.1957 i z 15.02.1967)[18]
- barokowy, przycmentarny Kościół św. Anny i św. Jana Chrzciciela oraz cmentarz z nagrobkami z XVIII i XIX w. (nr rej.: A.486/1-3 z 22.09.1947, z 23.03.1957 i z 15.02.1967)[18]
- dom przy ul. Piłsudskiego 26, z 1798 r. (nr rej.: A.488 z 19.04.1952 i z 14.01.1972)[18]
- układ urbanistyczny rynku, przyległe domy z XVIII i XIX w. z portalami kamiennymi (np. przy ul. Pocztowej 2).

## Demografia

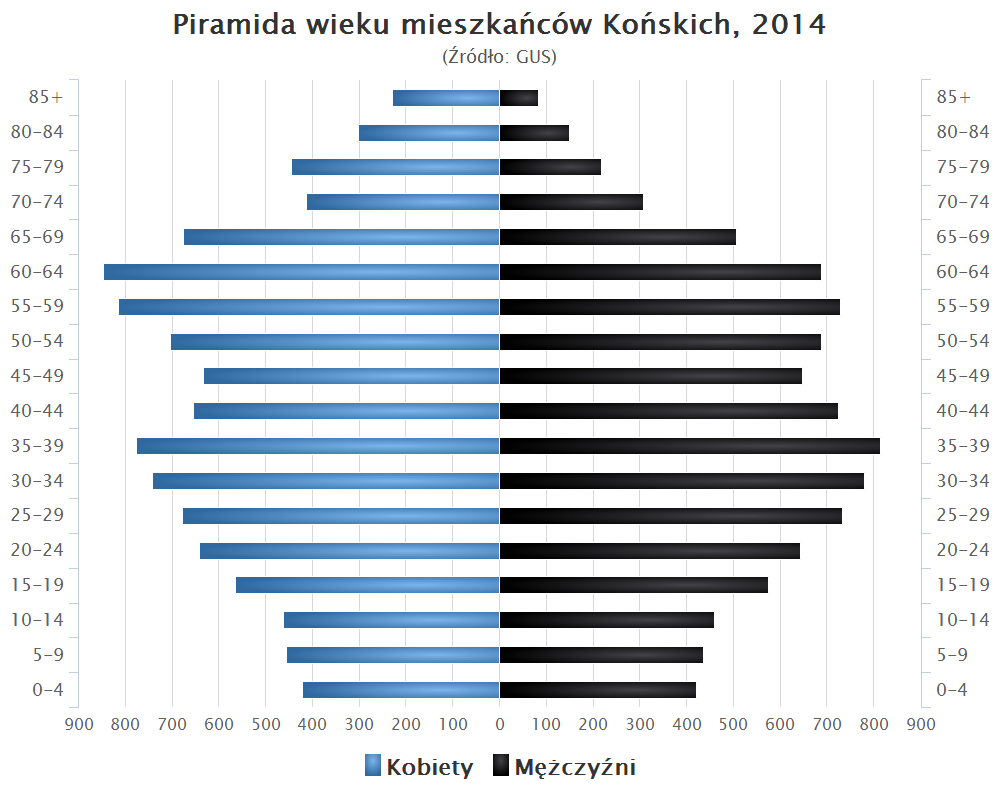
Piramida wieku mieszkańców Końskich w 2014 roku

## Administracja i samorząd
Końskie są miastem w gminie miejsko-wiejskiej, więc radni miasta wchodzą w skład rady gminy Końskie jako organ kontrolny i stanowiący. Organem wykonawczym jest burmistrz, jest nim Krzysztof Obratański, który sprawuje tę funkcję od 2002 roku (z przerwą od 2010 do 2014 roku) aż do dziś.
| Komitet wyborczy                                  | 2014–2018 | 2018–2024                |
| ------------------------------------------------- | --------- | ------------------------ |
| Polskie Stronnictwo Ludowe                        | 1         | –                        |
| Platforma Obywatelska                             | 5         | – (Koalicja Obywatelska) |
| SLD Lewica Razem                                  | 4         | 4                        |
| Prawo i Sprawiedliwość                            | 3         | 6                        |
| Samorządni Ziemi Koneckiej – Krzysztof Obratański | –         | 7                        |
| Porozumienie Samorządowe TKN                      | –         | 4                        |
| Aktywny Samorząd                                  | 3         | –                        |
| Samorządni                                        | 4         | –                        |
| Samorząd Konecki 2010                             | 1         | –                        |

### Burmistrzowie Końskich

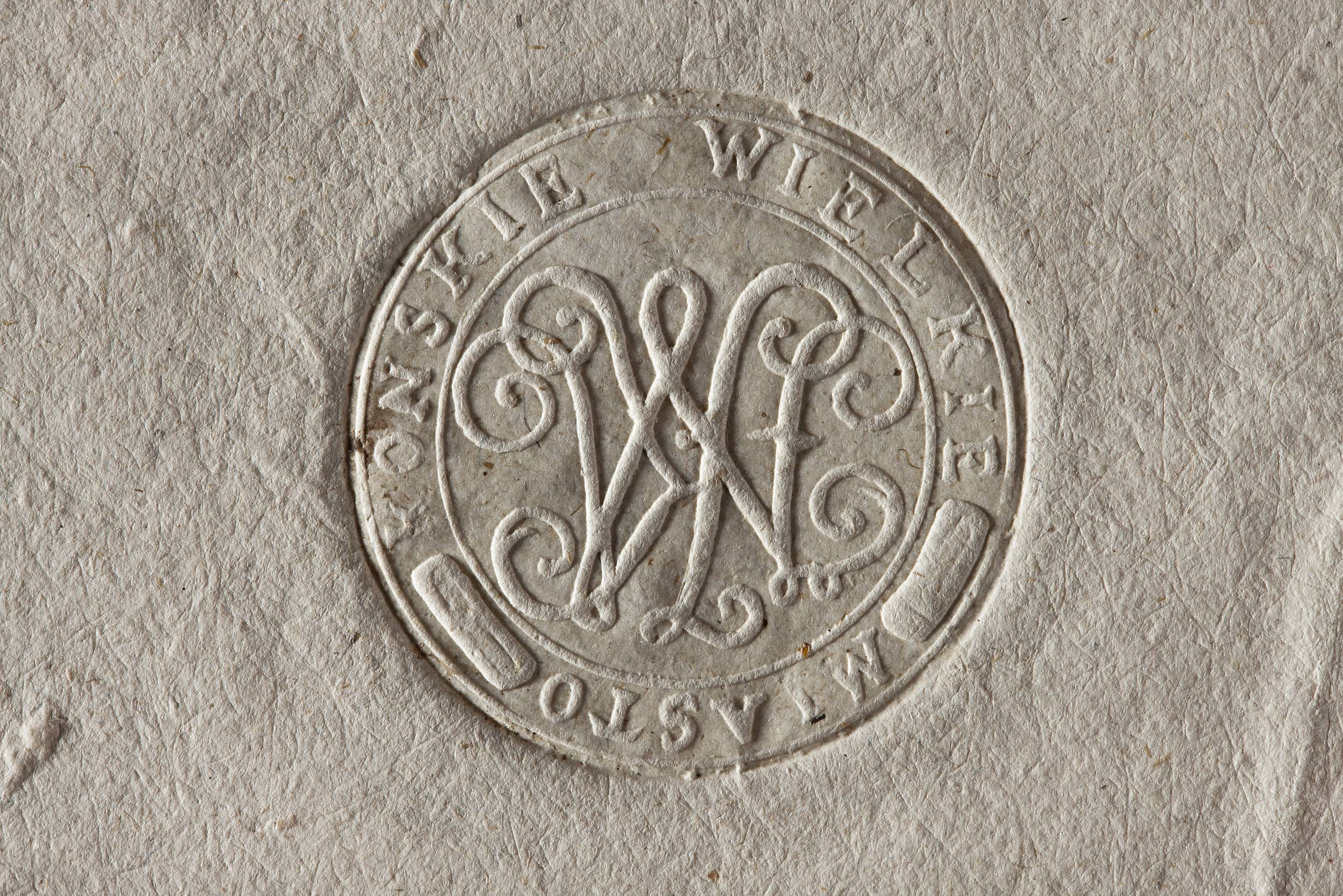
Pieczęć miejska m. Końskie Wielkie z 1797 roku. Pierwowzór obecnego herbu miasta

- Leszek Bednarski (1990–1994)[potrzebny przypis]
- Zbigniew Stefańczyk (1994–1998)[25]
- Henryk Popik (1998–2002)[potrzebny przypis]
- Krzysztof Obratański (2002–2010)[26]
- Michał Cichocki (2010–2014)[27]
- Krzysztof Obratański (2014–nadal)[26]

## Oświata

### Przedszkola
- Przedszkole Samorządowe nr 1
- Przedszkole Samorządowe nr 2
- Przedszkole Samorządowe nr 3
- Przedszkole Samorządowe nr 4
- Przedszkole Samorządowe nr 5
- Przedszkole Samorządowe nr 7

### Szkoły podstawowe
- Szkoła Podstawowa Nr 1 im. Emilii Plater
- Szkoła Podstawowa Nr 2 im. Stanisława Staszica
- Zespół Szkół w Stadnickiej Woli im. Armii Krajowej (imię nadane 14 czerwca 2014 roku)

### Szkoły ponadpodstawowe
- Zespół Szkół Ponadpodstawowych nr 1[28]
- Zespół Szkół Ponadpodstawowych nr 2[29]
  - Technikum nr 2 im. gen. Antoniego Piwowarczyka
  - Branżowa Szkoła I Stopnia nr 2 im. gen. Antoniego Piwowarczyka
- Zespół Szkół Ponadpodstawowych nr 3 „Ekonomik” im. Władysława Grabskiego[30]

### Licea ogólnokształcące
- I Liceum Ogólnokształcące im. Komisji Edukacji Narodowej
- II Liceum Ogólnokształcące im. Marii Skłodowskiej Curie

## Transport

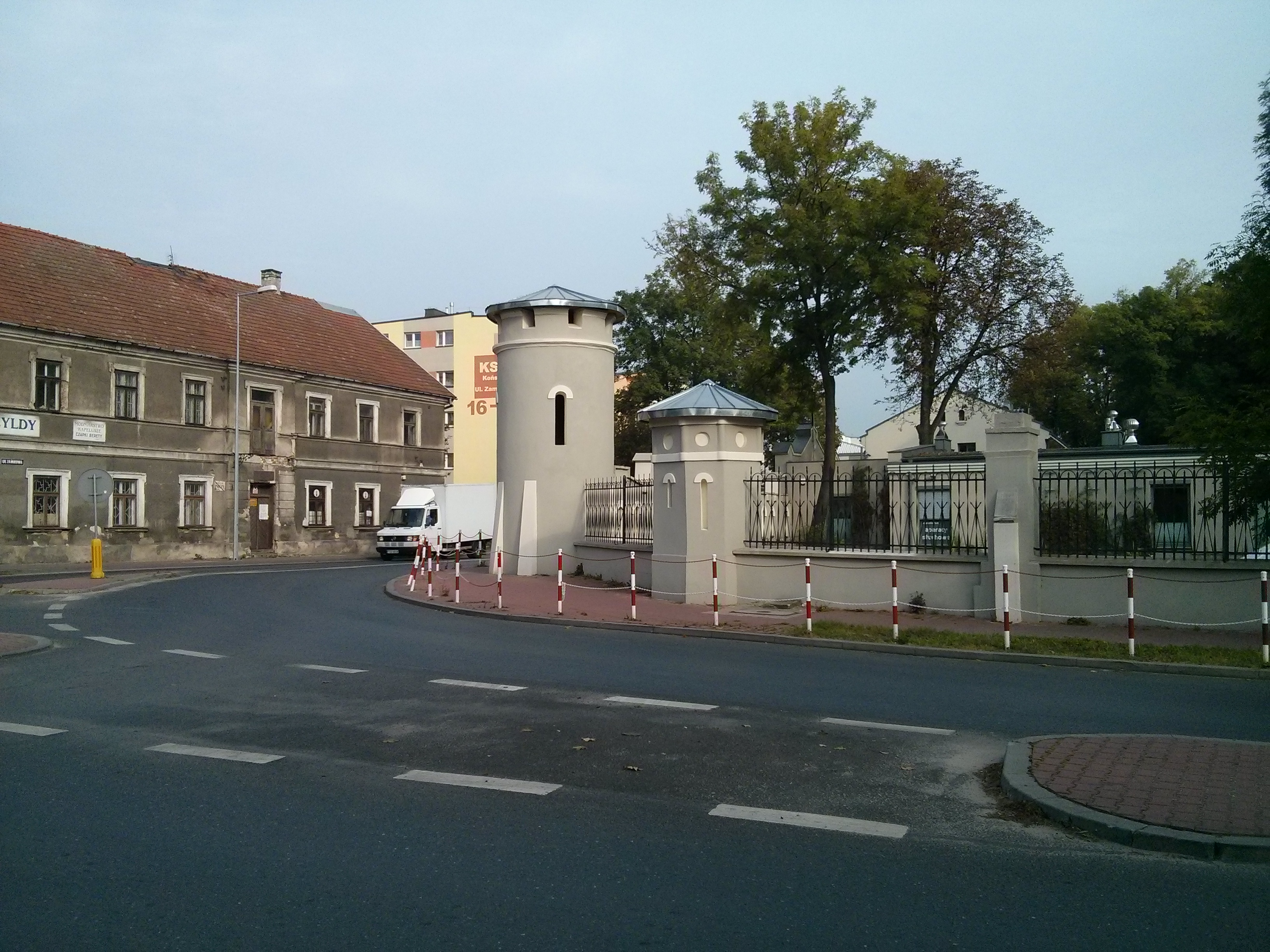
Końskie, ul.Partyzantów i baszta z 1840 roku

Przez Końskie przebiega droga krajowa i trzy drogi wojewódzkie:
- droga krajowa nr 42 Kamienna (powiat namysłowski) – Rudnik (powiat starachowicki)
- droga wojewódzka nr 728 Grójec – Jędrzejów
- droga wojewódzka nr 746 Żarnów (powiat opoczyński) – Końskie
- droga wojewódzka nr 749 Końskie – Przysucha.

Oraz linia kolejowa nr 25. Obecnie kursują pociągi spalinowe oraz hybrydowe przewoźników: Polregio oraz Łódzka Kolej Aglomeracyjna. Relacje pociągów to Skarżysko-Kamienna, Tomaszów Mazowiecki, Łódź Kaliska dawniej Zagórz i Przemyśl.
Głównym przewoźnikiem autobusowym na terenie miasta i powiatu jest PKS Radomsko. Istniejący wcześniej lokalny przewoźnik PKS Końskie zlikwidowany został w 2012. Można tu spotkać również autobusy PKS Kielce, PKS Łódź, PKS Ostrowiec Świętokrzyski, PKS Tarnobrzeg, PKS Rzeszów, PKS Chełm, PKS Busko-Zdrój, PKS Biłgoraj i inne. Jest także wielu przewoźników prywatnych, jak np. Bracia Woźniak i Darjan.
Końskie mają bezpośrednie połączenia autobusowe z Warszawą, Kielcami, Łodzią, Lublinem, Krakowem, Rzeszowem, Tarnobrzegiem, Ostrowcem Świętokrzyskim, Częstochową, Katowicami, Chełmem, Puławami, Radomiem, Opatowem, Sandomierzem, Stalową Wolą, Zamościem.
Najważniejsze lokalne kierunki to Opoczno, Przysucha, Żarnów, Stąporków, Przedbórz, Sielpia, Gowarczów, Drzewica.
W 2014 przy ul. Gimnazjalnej oddano do użytku sanitarne lądowisko dla helikopterów.
W marcu 2020 roku, w Końskich uruchomiono 7 linii autobusów miejskich w ramach projektu „Mobilności Miejskiej”.

## Turystyka
Przez Końskie przechodzi  niebieski szlak turystyczny ze Skarżyska-Kamiennej (Pogorzałe) do Kuźniaków. Miasto jest punktem początkowym  żółtego szlaku turystycznego prowadzącego do Serbinowa oraz  czarnego szlaku rowerowego prowadzącego do Kielc. Kolegiata św. Mikołaja w Końskich znajduje się na „Szlaku Romańskim”.

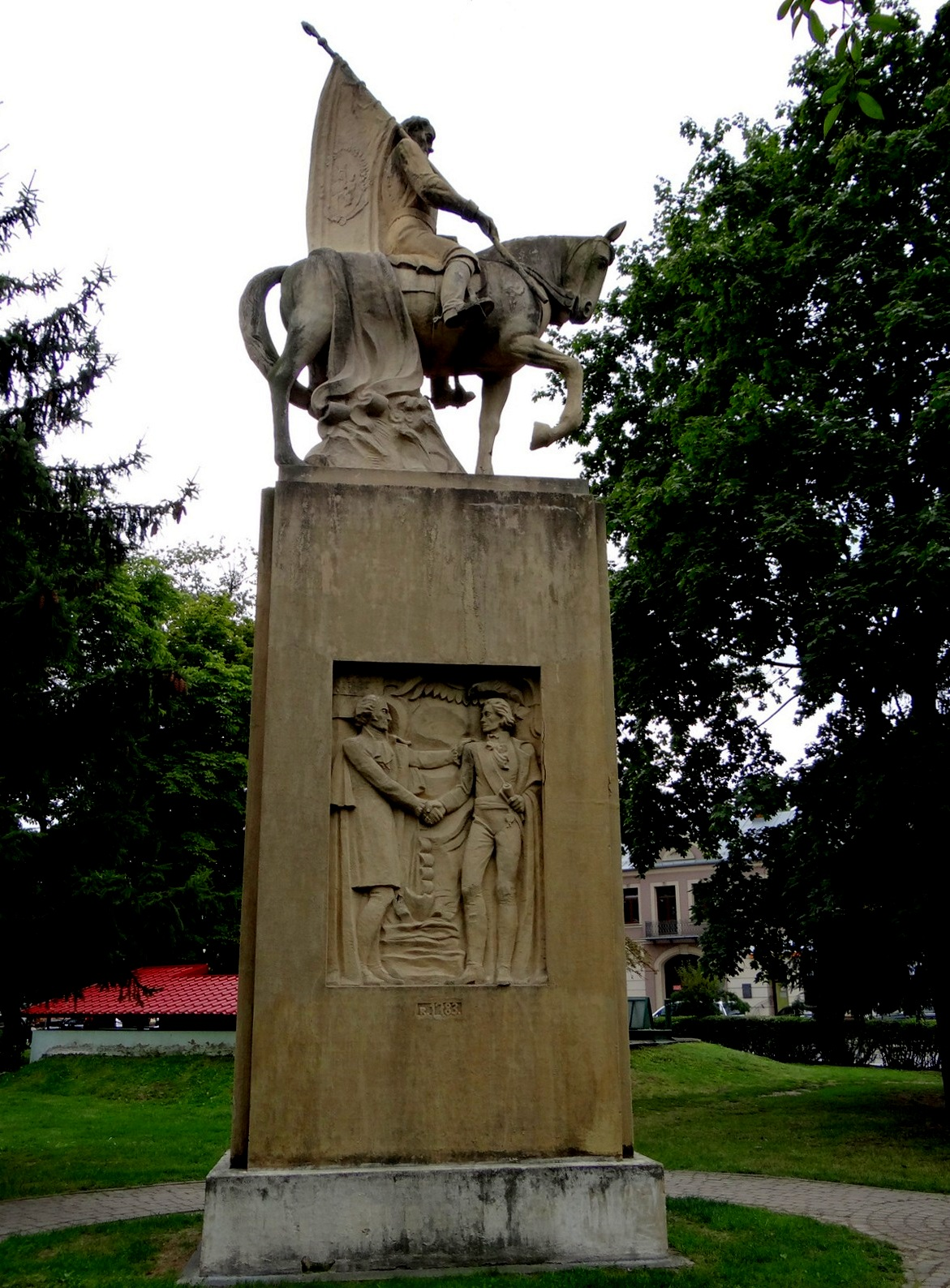
Pomnik Tadeusza Kościuszki

## Miejsca pamięci narodowej
- Pomnik Tadeusza Kościuszki w centrum miasta.
- Pomnik Tadeusza Kościuszki przy ulicy Mieszka I, odsłonięty w 1917 r. z wykorzystaniem cokołu pomnika popiersia cara Aleksandra I
- Mogiła powstańców z 1863 r. przy zbiegu ulic Partyzantów i Sportowej, w której spoczywają Lucjan Łączkowski i Franciszek Makulski.
- Pomnik Henryka Dobrzańskiego, odsłonięty 21 sierpnia 2004 roku.

## Wspólnoty wyznaniowe

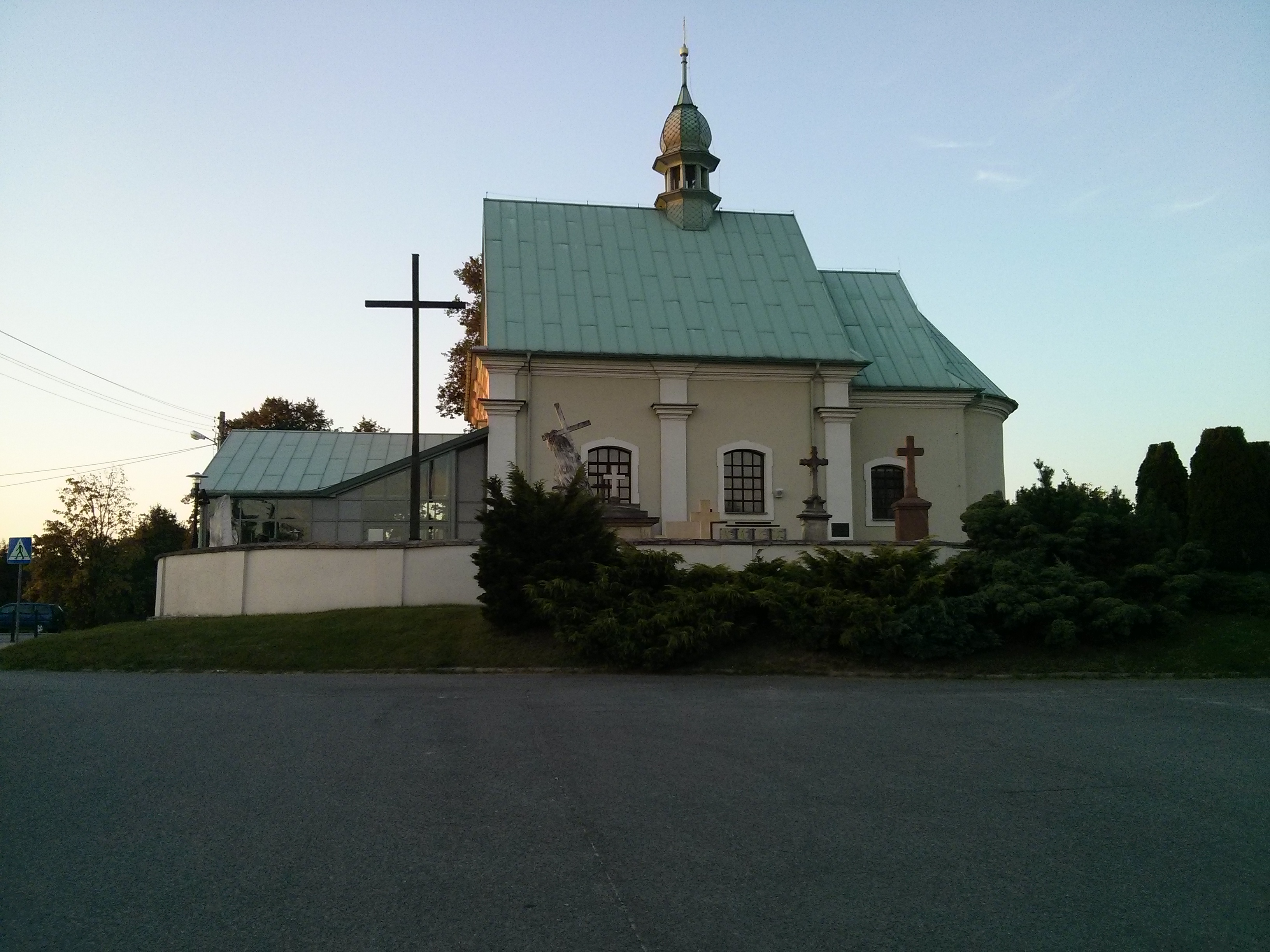
Cmentarny kościół św. Anny i św. Jana Chrzciciela

Na terenie miasta działalność religijną prowadzą następujące kościoły i związki wyznaniowe:
- Kościół rzymskokatolicki:
  - parafia Chrystusa Odkupiciela[34]
  - parafia MB Nieustającej Pomocy[34]
  - parafia św. Anny i św. Jana Chrzciciela[34]
  - parafia św. Mikołaja[34]
- Kościół Boży w Polsce:
  - Kościół Boży w Końskich[35]
- Świadkowie Jehowy:
  - zbór Końskie[36].

## Honorowi Obywatele gminy Końskie
- Antoni Piwowarczyk (nadanie w 1990 r.)
- Antoni Heda „Szary”
- Władysław Henzell – bohaterski dowódca piechoty w bitwie pod Kazanowem w roku 1939
- Janusz Skalski „Lin”
- Cezary Chlebowski
- bracia Jan Zbigniew Wroniszewski „Znicz” i Józef Kazimierz Wroniszewski „Konrad” (2005)
- ks. infułat prof. Bonifacy Miązek (2005)[37]
- ks. Prałat Marceli Prawica (2017)[38]

## Sport

### Piłka nożna
- Neptun Końskie

### Piłka ręczna
- KSSPR Końskie
- UKS Olimpia Końskie

### Siatkówka
- Fair Play Końskie

- Uczniowski Klub Sportowy Koneckie Stowarzyszenie Sportu i Rekreacji

### Hokej
- Sokoły Końskie[39]

### Inne sporty
- UKS Herkules Modliszewice

## Miasta partnerskie
- Šaľa[40]
- Mohylów Podolski[40]

## Nazwa mieszkańców
Ze względu na podobieństwo nazwy miasta z „koniem”, wiele osób ma problemy z odmianą przymiotnika odrzeczownikowego od „Końskie”, traktując ją tak, jak odmianę wspomnianego „konia”. Przymiotnik ten brzmi „konecki”, a nie „koński”, a więc jest ulica konecka, powiat konecki, młodzież konecka. Podobnie sprawa się ma z nazwą mieszkańca Końskich (w tym wypadku rzeczownik jest tworzony od przymiotnika „konecki”), a mianowicie: konecczanin (mieszkaniec Końskich), konecczanka (mieszkanka Końskich).
Trzeba też zaznaczyć, że w czasach Królestwa Polskiego używany był właśnie przymiotnik „koński” w określeniu przynależności do „Końskich” (np. powiat koński).

## W kulturze
W kulturze nazwa „Końskie” pojawia się w aforyzmie „wybory wygrywa się w Końskich”, przypisywanemu Grzegorzowi Schetynie. Nazwa ta używana jest jako symbol miast powiatowych, które uznawane są za szczególnie ważne dla wyników wyborów w Polsce.